# Museo de los Ramones (México)
El Museo de los Ramones, también conocido como Ramones Casa Club y No Museo se encuentra ubicado en Ecatepec, Estado de México.  Se inauguró el 12 de mayo de 2013, con el objetivo de rendir tributo a la banda Ramones, así como exhibir y mantener la cultura del rock en México.

## Historia
Se inauguró el domingo 12 de mayo de 2013 con la presencia de 100 invitados, 20 colados junto con las bandas de rock Las Rotas, Los Yaps  y Los Iyos.
La iniciativa fue de Alejandro Garrido, fundador, quien se inspiró en la exposición de objetos de The Rolling Stones en Tianguis Cultural del Chopo, así como en el Museo de Los Ramones en Brasil. Este proyecto contó con el apoyo de Arturo Vega, mánager de la banda y diseñador gráfico creador del logotipo icónico Ramones, a quien, Alejandro Garrido, conoció en el tianguis del chopo en 2005.

En 2016 el museo fue visitado por Richie Ramone y Alejandro Garrido menciona que el integrante de la banda Ramones lloró al ver el amor que se le tenía a la banda en México:
En 2016 nos visitó Richie Ramone y tuvimos la fortuna de que tocara aquí. Se fue encantado porque también lloró por ver el amor que le teníamos hacia la banda. Son momentos que nunca te imaginas que un Ramón verdadero suba al cerro de donde está la casa club. 
Dentro de los objetos más preciados en el Museo Ramones Casa Club se encuentra una playera firmada por Johnny Ramone:
Si me preguntas quién era de los Ramones el más duro de sacarle un autógrafo, ese era Johnny Ramone. Pero antes de morir, en la cama de su hospital firmó 200 camisetas para los fans, y Arturo Vega, quien fue uno de sus managers y su amigo de toda la vida, consiguió 2. Una se la quedó él y la otra está aquí, es un verdadero tesoro.

## Sede
Morelos Mz. 2 Lote 27 Av. Acueducto Ecatepec, México

## Administración
Alejandro Garrido

## Colecciones
De entre la colección se encuentran playeras, tablas de Skate, acetatos firmados por los integrantes de la banda Ramones, tenis, muñecos, cassettes, pines, estampillas, fotografías con algunos miembros de la banda, boletos de conciertos en México, así como muros tapizados de fotografías originales y autografiadas, discos clásicos e ilustraciones.